# (39665) 1995 WU6
1995 دابليو يو 6 (ويعرف أيضًا باسم (39665) 1995 دابليو يو 6 وفق تسمية الكوكب الصغير) (بالإنجليزية: 1995 WU6)‏ هو كويكب ضمن حزام الكويكبات؛ وترتيبه 39665 من حيث الاكتشاف.
اكتُشف هذا الجُرم الفلكي بواسطة هيروشي كانيدا في 16 نوفمبر 1995.

## وصلات خارجية
- (39665) 1995 WU6 في قاعدة بيانات مختبر الدفع النفاث لأجرام النظام الشمسي الصغيرة

- الاكتشاف · مخطط المدار ·  العناصر المدارية · المعلمات المادية

- (39665) 1995 WU6 على موقع ويكي سكاي: DSS2, SDSS, GALEX, IRAS, Hydrogen α, X-Ray, Astrophoto, Sky Map, Articles and images